# Juliane-Marien-Koog
Der Juliane-Marien-Koog (nordfriesisch: Juuljåånen-Mariienkuuch, dänisch: Juliane-Marie Kog) ist ein Koog in Nordfriesland. Er ist heute Bestandteil des Gemeindegebiets von Dagebüll und wurde in den Jahren 1777/78 durch den Bau eines 2,16 Kilometer langen Deichs gewonnen. Seine Gesamtfläche umfasst 329 Hektar Marschland. Der Koog erhielt seinen Namen nach der dänischen Königin Juliane Marie.

## Geschichte
In Folge der Bedeichung des Kleiseerkoogs, und damit der erfolgten Landfestmachung der vormaligen Hallig Dagebüll, schlickte bis zum Jahr 1770 in der verbliebenen Bucht zwischen der damals weit nach Westen hervorragenden Halbinsel Dagebüll und dem südöstlich verlaufenden Küstenstreifen von Fahretoft ein Deichvorland in Größe des zukünftigen Koogs auf. Dieses wurde ab 1777 eingedeicht.
Die Entwässerung im neu entstandenen Koog erfolgte zunächst zusammen mit dem Kleiseerkoog über eine gemeinsame Seeschleuse im Tondernschendeich. Der Koog wurde nach Juliane von Braunschweig, der Witwe des dänischen Königs Friedrich V., benannt. 
Der Juliane-Marien-Koog gehört zu den süderoctroyierten Kögen. Das Oktroy wurde am 6. Juni 1776 durch Friedrich V. an die Hauptpartizipanten P. Paysen aus Klockries, J. Carstensen aus Lindholm und M. Tychsen aus Tondern ausgestellt. Es gewährte diesen Privilegien in den Bereichen Zoll, Jagd und Fischerei, Polizei und Gerichtsbarkeit, im Patronatsrecht und in der Verwaltung. Diese Sonderstellung wurde in Teilen bis zum 22. September 1887, als das Land bereits Teil des Königreichs Preußen geworden war, erhalten. Eine Teilbesiedelung erfolgte ab 1806, als zwei Höfe auf niedrigen Warften gebaut wurden. Die Erschließung erfolgte bis 1959 über Klei- und Grandwege. 
Der Tondernsche Deich hat zeitlebens ohne größere Schäden gehalten. 1936 übernahm die Funktion des Seedeichs derselbige des neu errichteten Osewoldter Koogs. Dieser wurde der damals selbständigen Gemeinde Juliane-Marienkoog zugeschlagen. Zwischen 1958 und 1960 erfolgte im Koog der Anschluss an die überörtliche Netzinfrastruktur der Elektrizitäts- und Trinkwasserversorgung.
Am 1. Januar 1978 wurde die Gemeinde Juliane-Marienkoog (mit dieser Schreibweise) in die Gemeinde Dagebüll eingegliedert.